# Pauselijke Raad voor het Gezin
De Pauselijke Raad voor het Gezin (Pontificium Consilium pro Familia) was een orgaan van de Romeinse Curie dat de pastoraal en het apostolaat voor de gezinnen behartigde en de rechten van het gezin verdedigde.
De raad werd op 9 mei 1981 ingesteld met het motu proprio Familia a Deo Instituta, ter opvolging van de Commissie voor het Gezin die in 1973 door Paus Paulus VI was opgericht.
Op 1 september 2016 werd de raad opgeheven. De taken en bevoegdheden van de raad werden overgedragen aan de dicasterie voor Leken, Gezin en Leven, die op 15 augustus 2016 ingesteld was.

## Voorzitters
- 1973-1976: Maurice Roy
- 1976-1984: Opilio Rossi
- 1981-1983: James Robert Knox
- 1983-1990: Edouard Gagnon
- 1990-2008: Alfonso López Trujillo
- 2008-2012: Ennio Antonelli
- 2012-2016: Vincenzo Paglia